# Особняк Лусегена Попова
Особняк Лусегена Попова — здание в Ростове-на-Дону, расположенное на площади Карла Маркса. Дом был построен в 1890—1891 годах и принадлежал землевладельцу и скотопромышленнику Лусегену Попову. С 1928 года в особняке размещается родильный дом. Особняк Лусегена Попова имеет статус объекта культурного наследия регионального значения.

## История
Двухэтажный особняк был построен в 1890—1891 годах на центральной площади города Нахичевани-на-Дону (ныне в составе Пролетарского района Ростова-на-Дону). Дом принадлежал известному в городе землевладельцу и скотопромышленнику Лусегену Попову. Автором проекта здания, предположительно, был архитектор Н. Н. Дурбах. Первый этаж особняка арендовали различные конторы и торговые лавки. Апартаменты владельца располагались на втором этаже.
По данным на 1907 и 1916 годы здание принадлежало Мануку Михайловичу Попову Архивная копия от 21 января 2020 на Wayback Machine, наследнику первого владельца особняка. Манук Михайлович активно занимался торговой и коммерческой деятельностью и был известным в городе благотворителем.
В 1920 году в особняке разместился военно-революционный комитет. В 1928 года в здании открылся родильный дом. В годы Великой Отечественной войны во время оккупации Ростова в роддоме остались три женщины-врача. В подвале они оборудовали родильный зал где принимали рожениц. После окончания войны роддом был отремонтирован и вновь открыт. В 2012 году роддом был закрыт на реконструкцию. Открылся после ремонта в 2014 году и работает в настоящее время.

## Архитектура
Особняк Лусегена Попова построен в духе эклектики, в его оформлении сочетаются мотивы барокко и классицизма. Архитектурно-художественную композицию фасада определяют центральная и боковые раскреповки, увенчанные аттиками. Первый этаж здания оформлен рустом, второй отделан лепниной и декоративной штукатуркой. Порталы боковых окон имеют полуциркульные завершения с замковыми камнями в виде женских головок. Архивольты этих окон опираются на фигуры атлантов и кариатид. Простенки центральной части фасада украшены полуколоннами и пилястрами композитного ордера. Над парадным входом изначально располагался балкон с навесом (разобран в 1930-е годы). Фриз над окнами декорирован картушами и растительным орнаментом. Над центральной раскреповкой возвышается мезонин.
Здание имеет коридорную систему планировки с двусторонним расположением комнат. Особняк отличался богатым внутренним убранством, которое почти не сохранилось до нашего времени. Из центрального вестибюля на второй этаж вела двухмаршевая мраморная лестница. В центральной части второго этажа находился зал, к которому примыкали гостиная, столовая, кабинет и жилые комнаты. Стены комнат были декорированы пилястрами, потолок украшали лепные элементы. На западе особняк Попова примыкает к бывшему зданию армянского магистрата.